# Gregory Barker

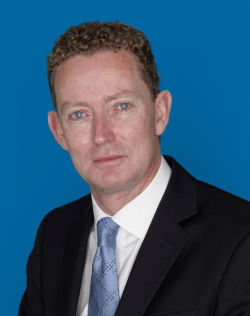
Gregory Barker, 2011

Gregory Leonard George Barker, född 8 mars 1966, är en brittisk affärsman och konservativ politiker. Han representerade valkretsen Bexhill and Battle i underhuset 2001–2015. Han adlades 2015 som Lord Barker of Battle.
Barker blev styrelseordförande för En+ Group i oktober 2017, ett företag som ägs av den ryske oligarken Oleg Deripaska, som är med på USA:s och EU:s sanktionslista, och som bland annat äger Kubal i Sundsvall. 2009 uppskattades Barkers förmögenhet till 3,9 miljoner pund. 2019 var Barkers ersättningar för ordförandeskapet i En+ Group nästan 80 miljoner kronor.